# 坐標系

三维笛卡尔坐标系

坐標（coordinates）是用來描述或標示某點在空間中絕對位置的有序數組。坐標系（coordinate system）是一特定的位置註記系統（參考系），用以確定某點或某目標的空間位置；其定義為：对于一个 n 维系统，能够使每一个点（目標）和一组 n 个标量（有序數組）构成一一对应的系统。
若有序數組只是一個數的坐標系，就稱一維坐標系；若有序數組為 n 個獨立數的坐標系，就稱 n 維坐標系。一般表示 n 維空間的某點，需使用有 n 個數的數組；而同一點的坐標，會因所使用之坐標系的不同而有差異。
坐標系可以用一個有序多元组表示一個點的位置。一般常用的坐標系，各維坐標的數字均為實數，但在高等數學中坐標的數字可能是複數，甚至是或是其他抽象代數中的元素（如交换环）。坐標系可以使幾何學的問題轉換為數字的問題，反之亦然，是解析幾何學的基礎。
在地理學中，描述地理位置時所用的經度及緯度構成一種地理坐标系。在天文學中，描繪天體在天球上位置的多種坐標系統是天球坐標系。在物理學中，描述一系統在空間中運動的參考坐標系統則稱作參考系。

## 常用的坐標系

### 數線
數線是最簡單的坐標系，用一個實數標示一個點在線上的位置。數線中會有一個原點O，以及單位長度及其方向。點P的坐標為從O到P的有號距離，坐標是正值或負值則依P點在原點的哪一側來決定。數線上每一個點都有唯一的坐標，每一個實數也都可以在數線上找到唯一的對應點。

### 笛卡兒坐標系

平面的笛卡兒坐標系

笛卡兒坐標系也稱為直角坐標系，是最常用到的一種坐標系。是法國數學家勒內·笛卡尔在1637年發表的《方法論》附錄中提到的。
在平面上，選定二條互相垂直的線為坐標軸，任一點距坐標軸的有號距離為另一軸的坐標，這就是二維的笛卡兒坐標系，一般會選一條指向右方水平線稱為x軸，再選一條指向上方的垂直線稱為y軸，此兩坐標軸設定方式稱為「右手坐標系」。

三維的笛卡兒坐標系

若在三維系統中，選定三條互相垂直的平面，任一點距平面的有號距離為坐標，二平面的交線為坐標軸，即可產生三維的笛卡兒坐標系。一般會選擇x軸及y軸是水平的，z軸垂直往上，且三軸維持右手定則，若先將右手的手掌與手指伸直。然後，將中指指向往手掌的掌面 半空間，與食指呈直角關係。再將大拇指往上指去，與中指，食指都呈直角關係。則大拇指，食指，與中指分別表示了右手坐標系的 x-軸，y-軸，與 z-軸。此概念可以延伸，在n維的欧几里得空间中建立n維的笛卡兒坐標系。
以笛卡兒平面坐標系為基準，右上為第一象限，左上為第二，左下為第三，右下就是第四象限，第一象限的x坐標和y坐標均為正值，第二象限的x坐標為負值，y坐標為正值，第三象限的x坐標和y坐標均為負值，第四象限的x坐標為正值，y坐標為負值，而平面坐標分六大部分，除了四個象限，還有x軸與y軸。在笛卡兒空間坐標系中也可以依xy平面，xz平面及yz平面將不含上述平面空間分為八份，稱為卦限，但一般只定義坐標均大於零的為第一卦限。坐標中的各軸線不屬於象限或卦限。

### 極坐標系

平面上的極坐標系

極坐標系也是一種常用的平面坐標系統。格雷瓜·德·聖-萬桑特（Grégoire de Saint-Vincent）在1625年和博納文圖拉·卡瓦列里在1635年，独立地各自引入了极坐标系这一概念。極坐標中會定一點為極點，再將一條通過極點的射線定為極軸。若給定一角度{\displaystyle \theta }，則可繪出通過極點，和極軸夾角為{\displaystyle \theta }的唯一射線（角度是以從極軸，依逆時針方向旋轉到射線），若再給定一實數{\displaystyle r}，可找出上述射線上，距極點距離為有號整數{\displaystyle r}的一點。
在極坐標系中，一坐標{\displaystyle (r,\theta )}只會其對應唯一的一點，但每一點均可對應許多個坐標。例如坐標{\displaystyle (r,\theta )}、{\displaystyle (r,\theta +2\pi )}及{\displaystyle (-r,\theta +\pi )}都是對應同一點的不同坐標。而極點的坐標為{\displaystyle (0,\theta )}，{\displaystyle \theta }可為任意值。 
极坐标{\displaystyle r\,}和{\displaystyle \theta \,}可以用下式變換為直角坐标：
{\displaystyle r={\sqrt {y^{2}+x^{2}}}\quad }（參閱畢氏定理）
{\displaystyle \theta =\operatorname {atan2} (y,x)\quad }（atan2是已將象限納入考量的反正切函數）
从直角坐标{\displaystyle x\,}和{\displaystyle y\,}也可以變換為极坐标：
{\displaystyle x=r\cos \theta \,}
{\displaystyle y=r\sin \theta \,}
若將平面上的极坐标系擴展到立體的空間，可擴展為圓柱坐標系及球坐標系。

### 圓柱坐標系

用圓柱坐標 來表示一個點的位置

圓柱坐標系是將极坐标系的 {\displaystyle (r,\ \theta )}坐標變成 {\displaystyle (\rho ,\ \phi )} ，再增加一個笛卡爾坐標系的z坐標。如點P的圓柱坐標是{\displaystyle (\rho ,\ \phi ,\ z)}。
- {\displaystyle \rho }是原點至P點在xy-面上投影點之間的距離，也是點P與正z-軸的垂直距離。
- {\displaystyle \phi }是線OP在xy-面的投影線與正x-軸之間的方位角。
- {\displaystyle z}是點P至點P在xy-面上投影點之間的距離。

直角坐標系和圓柱坐標系的轉換關係如下：
{\displaystyle {x}=\rho \,\cos \phi }
{\displaystyle {y}=\rho \,\sin \phi }
{\displaystyle {z}={z}\,}

### 球坐標系

用球坐標 來表示一個點的位置

而球坐標系則是用一個角度 {\displaystyle \phi }表示原點到坐標點的連線與正z-軸之間的相對關係。如點P的球坐標為{\displaystyle (r,\ \theta ,\ \phi )}。
- {\displaystyle r}是原點至點P的連線的距離。
- {\displaystyle \theta }為原點到點P的連線與正z-軸之間的傾斜角。
- {\displaystyle \phi }是線OP在xy-面的投影線與正x-軸之間的方位角。

直角坐標和球坐標系的轉換關係如下：
{\displaystyle x={r}\,\sin \theta \,\cos \phi }
{\displaystyle y={r}\,\sin \theta \,\sin \phi }
{\displaystyle z={r}\,\cos \theta }

### 齐次坐标
在齊次坐標表示時，會增加一個額外的坐標，例如平面上的一點可以表示為{\displaystyle (x,y,z)}，其中x/z及y/z為其原來在平面上的笛卡爾坐標。其優點是可以在不使用無限大的情形下表示射影平面上的任意點。一般齊次坐標會用在坐標之間的比例比實際的數值來的重要的情形下。

### 其他常用坐标系

椭圆坐标系，由同焦点的椭圆和双曲线构成的正交坐标系。

以下是其他一些常用的坐標系：
- 曲線坐標系（英语：Curvilinear_coordinates）是一種廣義的坐標系，此坐標系是以相交的曲線為基礎。
  - 其中坐标曲面之間的夾角為直角的坐标系称为正交坐标系。
  - 其中坐标曲面之間的夾角不為直角的坐标系称为斜交坐标系。
- 廣義坐標是在處理拉格朗日力學時使用。
- 正則坐標是在處理哈密頓力學時使用。
- 普吕克坐标可以將三維空間中的直線描述為6個齊次坐標。
- 重心坐标一般用在三角图（英语：Ternary plot）中。
- 平面上的對數-極坐標系（英语：Log-polar coordinates）是以用一點相對原點的角度及其距離的對數來表示。
- 平行坐標將n-維空間中的一點表示為和n條垂直線有交點的折線。

可有一些描述曲線的方式和坐標系無關，這類的方式會使用本徵方程，其中有用到像是曲率及弧長等不隨坐標系而改變的不變量。這類的本徵方程包括：
- 惠威尔方程（英语：Whewell equation）和弧長和有關。
- 切薩羅方程（英语：Cesàro equation）和弧長及曲率有關。

## 坐标轉換
坐标轉換是指在描述同一個空間時，由原來的坐標系轉換為另一個坐標系。
對於每一個由空間到空間本身的對射，可定義二種坐标轉換：
- 一種是每一個點在新坐標系坐標的對射，恰為舊坐標系的坐標。
- 一種是每一個點在舊坐標系坐標的對射，恰為新坐標系的坐標。

例如一維的系統中，若一映射為是往右移三個單位，則第一個坐標轉換會將原點從0移到3，因此每個點的坐標都少了3，第二個座标轉換會將原點從0移到-3，因此每個點的坐標都多了3。
坐標之間的轉換有一定的公式。例如若平面上的笛卡爾坐標{\displaystyle (x,y)}及極坐標{\displaystyle (r,\ \theta )}原點相同，則可以用以下的公式從極坐標轉換為笛卡爾坐標：{\displaystyle x=r\cos \theta }及{\displaystyle y=r\sin \theta }。

## 其他幾何形狀的坐標表示
坐標系常用來描述一個點的位置，不過也可以用坐標系描述其他複雜形狀的位置，例如直線、平面、圓或是球等。例如普呂克坐標就是用來描述空間中直線的位置。當有需要時，可以在坐標系的前面加上需描述的形狀做為識別，例如直線坐標就是指描述直線位置的坐標。曲線為平行坐標軸的直線。其他坐標系的坐標曲線就是一般的曲線。例如在極坐標系中，若固定{\displaystyle r}為定值所形成的坐標曲線是圓心在原點的圓。

## 坐标曲線及坐标曲面

三轴橢球坐標系的橢球坐標曲面，其上藍色和綠色曲線是與其他雙曲面坐標曲面相交而來的坐標曲線。

若在二維坐標系中一個坐標維持定值，只允許一個坐標變動，所形成的曲線稱為坐標曲線（或坐標線）。不過不是所有的坐標系都有坐標曲線，例如齊次坐標系中就沒有坐標曲線。
在欧几里得空间中笛卡爾坐標系以外的坐標系即稱為曲線坐標系。若在三維坐標系中一個坐標維持定值，允許其他坐標變動，所形成的曲面稱為坐標曲面。例如在球坐標系，若固定徑向距離r為定值所形成的坐標曲面是球心在原點的球。三維空間中二坐標曲面的交線即為坐标曲線。在更高維度的空間也可依此定義坐標超曲面。